# جان بیبی
جان بیبی (انگلیسی: John Biby; ۲۳ فوریهٔ ۱۹۱۲ – ۲۳ مارس ۲۰۰۲) قایقران قایق بادبانی اهل ایالات متحده آمریکا بود.